# クロカエデ
クロカエデとは、ムクロジ科カエデ属の落葉高木である。多年生及び落葉性。

## 文化
濃い樹皮、上向きに伸びる枝、密で丸い冠を持つクロカエデは、装飾的でありながら質の高い日陰を提供する。そのため、日陰樹や街路樹として好んで使われている。また、木立庭園や小川沿いの自生樹としても利用できる。

## 花言葉
クロカエデの花言葉は、愛、長寿のお金である。

## 概要
メープルシロップの製造に利用されるサトウカエデと似ているが、クロカエデは樹皮が黒っぽく、葉は浅く三裂している違いがみられる。 